# Johann Sengestake
Johann Sengestake (auch Hans Sengstake) (* ~ 1480; † 1541 in Lübeck) war ein Lübecker Salzkaufmann und Ratsherr der Wullenweverzeit.

## Leben
Über Sengestakes Jugend ist nichts bekannt. Seine Familie kam aus Lüneburg. Möglicherweise stammte er von dem reichen Kaufmann und Sülfmeister Hinrik Sengestake ab, der sich 1454 als Wortführer bei den Unruhen des Lüneburger Prälatenkrieges hervortat und von den aufständischen Bürgern zum Bürgermeister ernannt wurde. Dieser Hinrik Sengestake ist 1417 als Neubürger in Lüneburg genannt. Er war mit den führenden Familien der Stadt verschwägert. Nach Niederschlagung des Aufstandes 1456 wurde er verhaftet, sein Hab und Gut beschlagnahmt und er zur Zahlung einer hohen Strafsumme von 3000 Gulden verurteilt, die er nicht aufbringen konnte, weshalb er bis 1463 im Gefängnis blieb. 1464 lebte er außerhalb von Lüneburg.
Johann Sengestake gehörte zur Bruderschaft der Holm- oder Schonenfahrer. Er handelte mit Salz aus Lüneburg und Heringen. Ihm gehörten sein Wohnhaus in der Großen Petersgrube 19  und mehrere Nachbarhäuser sowie eine Vitte in Skanör. 1529 war er Testamentvollstrecker für Berend Bomhover.
Er war mit Geseke († 1532) verheiratet, die aus ihrer ersten Ehe den Sohn Jürgen Benedicti († 1546) hatte. Dieser war ein Studienfreund des späteren Lübecker Reformators Andreas Wilms, mit dem zusammen er sich Ostern 1514 in der Universität Rostock einschrieb. Seit 1518/19 studierte er in Wittenberg, war einer der ersten Schüler von Philipp Melanchthon und brachte von dort die ersten Lutherschriften nach Lübeck. Sengestake wurde so der erste Multiplikator der Reformation in Lübeck. Benedicti wurde dem Rat sogar von Nikolaus von Amsdorff 1522 als evangelischer Prediger empfohlen, war aber nach seiner Rückkehr als Bierbrauer tätig.
Als 1525 Proteste gegen Steuerforderungen laut wurden, gehörten Sengestake und sein Stiefsohn zu denen, die die Forderung nach mehr Mitbestimmung der Bürger gegenüber dem Rat der Stadt mit der Bitte um evangelische Prediger verbanden. Um dieser Forderung Ausdruck zu verleihen, ließen beiden sich in den folgenden Jahren mehrmals in einen Bürgerausschuss wählen. So war Sengestake auch 1530 neben Jürgen Wullenwever einer der Wortführer des 64er-Ausschusses, der die Reformation durchsetzte und als eine Art Gegenregierung neben dem Rat bestehen blieb. 1530 unterstützten Sengestake und Benedicti Johannes Bugenhagen bei der Ausarbeitung der Kirchenordnung. 
Am 21. Februar 1533 kam Sengestake zusammen mit Wullenwever bei der zweiten Nachwahl durch die Bürgerausschüsse in den Rat. Im Sommer 1533 war er Kommandant der Lübecker Flotte in der Kaperfehde gegen die Niederlande. Kurz vor seiner Abreise verfasste er ein Testament. Den Sommer über hielt er sich zusammen mit Jürgen Wullenwever in Kopenhagen auf, wo er als Befehlshaber der Flotte an den dortigen Verhandlungen beteiligt war. Am 14. Oktober 1534 war Sengestake nach dem Bericht von Fritz Grawert an der Zerstörung und Plünderung der St.-Jürgen-Kapelle beteiligt.

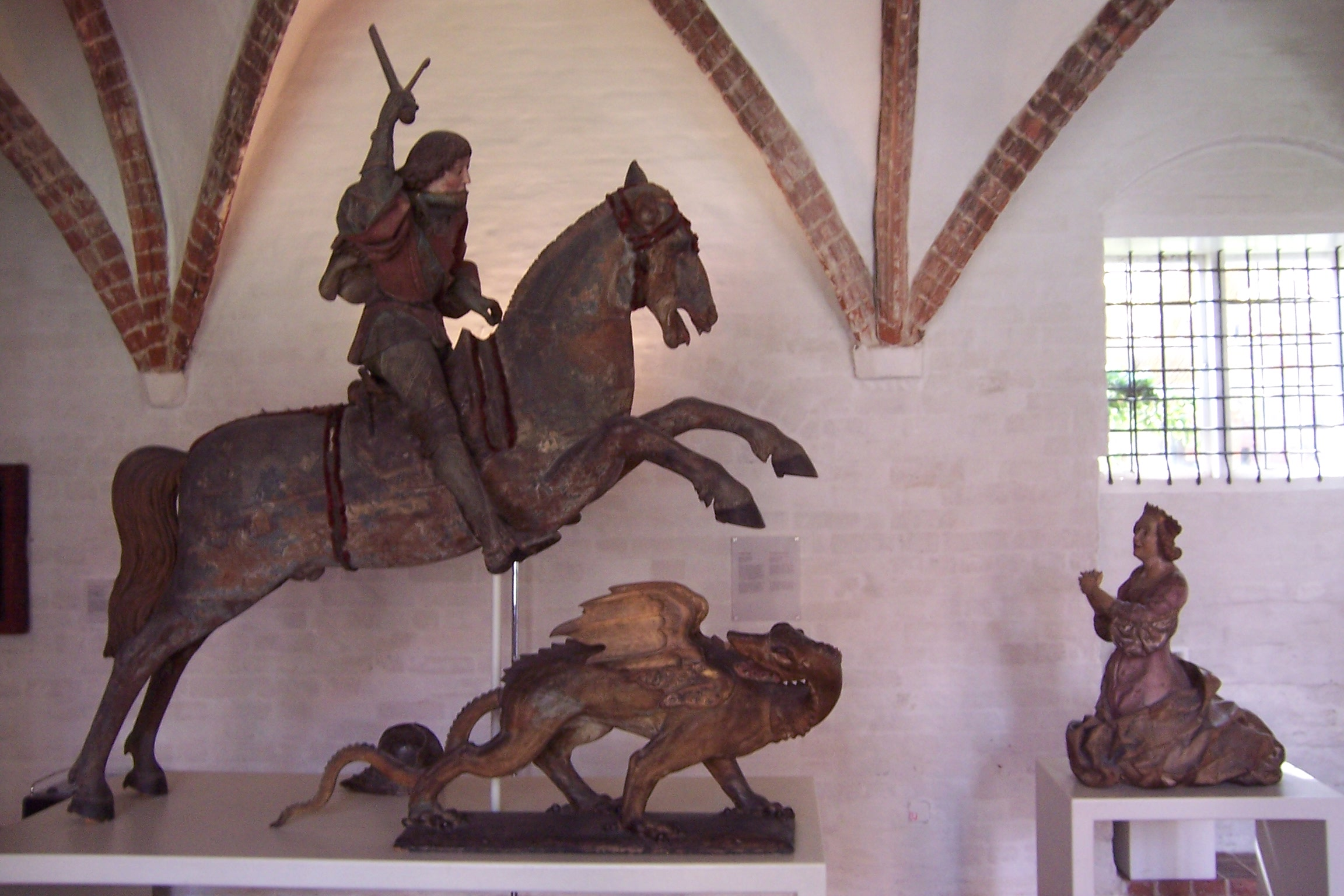
St.-Jürgen-Standbild

Nach der Niederlage der Lübecker in der Grafenfehde trat Sengestake wie alle anderen aus den Ausschüssen in den Rat Gelangten 1535 zurück. Anders als mehrere seiner Kollegen wurde Sengestake nicht von Wullenwever bezichtigt, als dieser 1536 peinlich befragt wurde. So konnte er seine letzten Jahre ungestört verbringen. In seinem Nachlass wurden 1541 zahlreiche kirchliche Gegenstände, vor allem Textilien wie etwa über 50 Alben und Stolen, gefunden, die dem St. Annen-Kloster übergeben wurden. Darunter befand sich auch das St.-Jürgen-Standbild des Bildschnitzers Henning von der Heyde, das wieder in die restaurierte Kapelle gebracht wurde.